# Toshie Kihara
Toshie Kihara (木原敏江, Kihara Toshie, Tokio, 14 februari 1948) is een Japans shojo mangaka en lid van de Jaar 24 Groep. Ze debuteerde in 1969 met Kotchi muite Mama! in het magazine Bessatsu Margaret en tekent vooral historische manga. Ze is vooral bekend voor de reeks Mari to Shingo (gepubliceerd in Hana to Yume van 1979 tot 1984), een romance tussen twee jonge mannen in de vroege Showaperiode.
In 1985 won Kihara de Shogakukan Manga-prijs voor shojo voor haar Yume no Ishibumi, een collectie kortverhalen met als thema de mannelijke homoseksualiteit.

## Manga
- Yume no Ishibumi (夢の碑)
- Angelique (アンジェリク)
  - Een bewerking van Anne Golon's Angelique.
- Ten made Agare! (天まであがれ!)
- Suishō to Velvet (水晶と天鵞絨)
- Iwa wo Makura ni Hoshi wo Daki (岩を枕に星を抱き)
- Junkin no Dōwa (純金の童話)
- Tsue to Tsubasa (杖と翼)
- Ginshōsui (銀晶水)
- Gin'iro no Romance (銀色のロマンス)
- Itoshiki Gen Tsukushiteyo (愛しき言つくしてよ)
- Diamond Gozzilaan (ダイヤモンド・ゴジラーン)
- 47 Moji (47 Characters) (四十七文字)
- Ōji-sama ga Īno! (王子さまがいいの!)
- Emerald no Kaizoku (エメラルドの海賊)
- Kihara Toshie Zenshū (Anthologie van Kihara's werk) (木原敏江全集)
- Furufuru (ふるふる)
- Mugonka (無言歌)
- Kadentha (花伝ツァ)
- Shiroi Mori (Het Witte Woud) (白い森)
- Hinata e Hikage eno Romance (日なたへ日かげへのロマンス)
- Odeai Asobase (お出合いあそばせ)
- Mugen Kaden (夢幻花伝)
- Hana no Na no Himegimi (花の名の姫君)
- Sieglinde no Komoriuta (Sieglinde's Wiegenlied) (ジークリンデの子守歌)
- Dōshitano Daisy? (どうしたのデイジー？)
- Last Tango (ラストタンゴ)
- Āra Waga Tono! (あ-らわが殿!)
- Ginga Sou Nano! (銀河荘なの!)
- Bernstain (ベルンシュタイン)
- Torikaebaya Ibun (とりかえばや異聞)
- Nue (鵺)
- Classic na Safari (クラシックなサファリ)
- Chitose no Saikai (千歳の再会)
- Ugetsu Monogatari (雨月物語)
- Ōeyama Kaden (大江山花伝)
- Taishō Roman Tanteitan (大正浪漫探偵譚)
- Tasogare no Cinderella (黄昏のシンデレラ)
- Fuchi to Narinu (渕となりぬ)
- Fūrenki (風恋記)
- Mari to Shingo (Mari en Shingo) (摩利と新吾|摩利と新吾)

- Gemeinsame Normdatei: 1205173803
- International Standard Name Identifier: 0000 0003 5883 9047
- Library of Congress Control Number: no2014129158
- MusicBrainz: ab499af3-e7cd-495f-abf5-d738cf18ead7
- Bibliotheek van het Japanse parlement: 00030454
- Nationale Bibliotheek van Israël: 987007343118305171
- Système universitaire de documentation: 103706623
- Virtual International Authority File: 208989231
- WorldCat: E39PBJy4j6yvm9XGy6DKXMdYT3